# Barracuda Championship
Het Barracuda Championship is een golftoernooi in de Verenigde Staten en maakt deel uit van de Amerikaanse PGA Tour. Het toernooi werd opgericht in 1999 en wordt sinds de oprichting altijd gespeeld op de Montrêux Golf & Country Club in Reno, Nevada. Van 1999 tot 2013 werd het toernooi gekend als het Reno-Tahoe Open.
Het toernooi is een zogenaamd alternate event, dat plaatsvindt in dezelfde week als een groot toernooi (in dit geval het WGC - Bridgestone Invitational), maar dat met minder prijzengeld is gedoteerd. Het toernooi trekt daarom ook weinig of geen topspelers aan. Het prijzengeld in 2011 was 3 miljoen dollar, waarvan 540.000 voor de winnaar.
In 2008 en 2009 droeg het toernooi de naam Legends Reno-Tahoe Open; het werd toen gesponsord door het winkelcentrum Legends at Sparks Marina in Sparks (Nevada).
In 2012 gebruikte het toernooi voor het eerst, en als enige toernooi op de Amerikaanse PGA Tour, een aangepaste Stablefordtelling voor de score in plaats van het totaal aantal slagen. In dit systeem krijgt de speler bij goed spel punten erbij, en bij slecht spel verliest hij er, volgens de volgende telling:
- Dubbele eagle:+ 8 punten
- Eagle: +5
- Birdie: +2
- Par: 0 punten
- Bogey: -1 punten
- Dubbele bogey of slechter: -3 punten

Men hoopt dat dit systeem de spelers ertoe aanzet om "ervoor te gaan" en slagen te proberen die ze anders niet zouden aannemen; immers er is meer te verdienen met een birdie dan er te verliezen is met een bogey. Het systeem moedigt aanvallend spel aan en dat zou het spektakel ten goede moeten komen.
In 2014 werd het toernooi hernoemd tot het Barracuda Championship.

## Winnaars
| Jaar                   | Winnaar           | Score           | Score                             | Info                                                             |
| Reno-Tahoe Open        | Reno-Tahoe Open   | Reno-Tahoe Open | Reno-Tahoe Open                   | Reno-Tahoe Open                                                  |
| ---------------------- | ----------------- | --------------- | --------------------------------- | ---------------------------------------------------------------- |
| 1999                   | Notah Begay III   | 274             | –14                               |                                                                  |
| 2000                   | Scott Verplank po | 275             | –13                               | Won de play-off van Jean van de Velde                            |
| 2001                   | John Cook         | 271             | –17                               |                                                                  |
| 2002                   | Chris Riley po    | 271             | –17                               | Won de play-off van Jonathan Kaye                                |
| 2003                   | Kirk Triplett     | 271             | –17                               |                                                                  |
| 2004                   | Vaughn Taylor po  | 278             | –10                               | Won de play-off van Stephen Allan, Hunter Mahan & Scott McCarron |
| 2005                   | Vaughn Taylor     | 267             | –21                               |                                                                  |
| 2006                   | Will MacKenzie    | 268             | –20                               |                                                                  |
| 2007                   | Steve Flesch      | 273             | –15                               |                                                                  |
| 2008                   | Parker McLachlin  | 270             | –18                               |                                                                  |
| 2009                   | John Rollins      | 271             | –17                               |                                                                  |
| 2010                   | Matt Bettencourt  | 277             | –11                               |                                                                  |
| 2011                   | Scott Piercy      | 273             | –15                               |                                                                  |
| 2012                   | J. J. Henry       | 43 ptn          | Nieuwe formule: stablefordtelling |                                                                  |
| 2013                   | Gary Woodland     | 44 ptn          |                                   |                                                                  |
| Barracuda Championship |                   |                 |                                   |                                                                  |
| 2014                   | Geoff Ogilvy      | 49 ptn          |                                   |                                                                  |

| Toernooirecord |  | po = winnaar na play-off |